# Верхне-Масловский сельсовет
Верхне-Масловский сельсовет — упразднённая административно-территориальная единица, существовавшая на территории Рязанской губернии и Московской области до 1939 года.
Верхне-Масловский сельсовет был образован в первые годы советской власти. В конце 1920-х годов он входил в состав Зарайской волости Зарайского уезда Рязанской губернии.
В 1929 году Верхне-Масловский с/с был отнесён к Зарайскому району Коломенского округа Московской области.
17 июля 1939 года Верхне-Масловский с/с был упразднён. При этом селения Маслово и Дятлово-2 были переданы в Жемовский с/с, а селение Соколово — в Трасненский с/с.